# 泗水镇 (高州市)
泗水镇，是中华人民共和国广东省茂名市高州市下辖的一个乡镇级行政单位。因此地有四条小河交汇而得名。1950年设泗水乡，1961年成立泗水公社，1983年改区，1987年建镇。镇政府驻泗水圩。

## 行政区划
泗水镇下辖以下地区：
泗水社区、泗水村、下村、六匝村、彰坑村、凤塘村、大翰村、堂华村、联和村、洪尤村、林丰村、仙塘村和大联村。